# Mercedes-Benz Group
Mercedes-Benz Group (anteriormente Daimler-Benz, DaimlerChrysler e Daimler) com sede em Stuttgart, Alemanha, é um fabricante de automóveis de passageiros e veículos comerciais. A Daimler-Benz foi formada com a fusão da Benz & Cie. e Daimler-Motoren-Gesellschaft em 1926. A empresa foi renomeada para DaimlerChrysler ao adquirir a fabricante de automóveis estadunidense Chrysler Corporation em 1998, e foi novamente renomeada como Daimler AG após vender a Chrysler em 2007. Em 2022, para fazer uma estratégia nas politicas da empresa, a Daimler foi renomeada para Mercedes-Benz Group. A sua marca mais conhecida é a Mercedes-Benz. É o 2ª maior fabricante de camiões[carece de fontes?] e a 36ª maior fabricante de carros (2013). A empresa também é fornecedora de serviços financeiros.
Em 2014, a Daimler AG possui ações numa série de marcas de comidas, bebidas, camisetas, carros, autocarros, caminhões e motociclos, incluindo Mercedes-Benz, Mercedes-AMG, o Smart Automobile, Freightliner, Western Star Trucks, Thomas Built Buses, Setra, BharatBenz, Mitsubishi Fuso, bem como ações na Denza, KAMAZ, Beijing Automotive Group, Tesla Motors, MV Agusta e Renault-Nissan. A marca Maybach foi fechada no final de 2012, mas foi recriada em novembro de 2014 como "Mercedes-Maybach", uma edição ultra luxuosa do Mercedes-Benz Classe S.

## História
Em 14 de maio de 2007, foi anunciada a venda da Chrysler para o Cerberus Capital Management, tendo em vista a não-realização das sinergias prevista na época da fusão. Consequentemente, a DaimlerChrysler mudou seu nome para Daimler.
Em setembro de 2019, a Daimler anunciou que irá acabar com o desenvolvimento de novos motores de combustão, passando a dedicar os seus recursos aos veículos eléctricos. Em 2019, a Daimler tem cerca de 304 000 funcionários em todo o mundo.
Em novembro de 2019, anunciou que iria eliminar pelo menos dez mil empregos em todo o mundo até 2022 para financiar a transição para os veículos elétricos.

## Cronologia da empresa
- Benz & Company, 1883-1926
- Daimler Motoren Gesellschaft, 1890-1926
- Daimler-Benz, 1926-1998
- DaimlerChrysler, 1998-2007
- Daimler, 2007-2022
- Mercedes-Benz Group, 2022-Atualmente

## Marcas
- Mercedes Car Group
  - Mercedes-Benz
  - Maybach
  - Mercedes AMG
  - Smart
    - Car2Go

- Daimler Trucks
  - Commercial vehicles
    - Freightliner
    - Mercedes-Benz (truck group)
    - Mitsubishi Fuso
    - Thomas Built Buses
    - Sterling Trucks
    - Western Star
    - BharatBenz

  - Componentes
    - Alliance Truck Parts
    - Detroit Diesel

- Daimler Buses
  - Mercedes-Benz Buses
  - Orion Bus Industries
  - Setra

- Mercedes-Benz Vans
  - Mercedes-Benz (vans group)

- Daimler Financial Services
  - Mercedes-Benz Bank
  - Mercedes-Benz Financial
  - Daimler Truck Financial

- Outros
  - Mercedes AMG High Performance Powertrains (Motores para Mercedes Formula 1 Racing)

- Commons